# 福斯泰姆
福斯泰姆（法語：Forstheim，发音：[fɔʁstaim]）是法国下莱茵省的一个市镇，属于阿格诺-维桑堡区（Haguenau-Wissembourg）和赖什索芬县（Reichshoffen）。该市镇总面积5.05平方公里，2009年时的人口为550人。

## 人口
福斯泰姆人口变化图示